# 2021–2022-es francia női labdarúgó-bajnokság (első osztály)
A 2021–2022-es francia női labdarúgó-bajnokság első osztályának (hivatalos nevén: Division 1 Féminine) 48. alkalommal megrendezett szezonját az Olympique Lyon csapata nyerte. 

## A bajnokság csapatai

### Csapatváltozások
| Feljutott az első osztályba | Kiesett a másodosztályba |
| --------------------------- | ------------------------ |
| Saint-Étienne               | Le Havre                 |

### Csapatok adatai
| Klub                  | Település      | Stadion                         | Férőhely | Vezetőedző          | 2020–21-es helyezés |
| --------------------- | -------------- | ------------------------------- | -------- | ------------------- | ------------------- |
| Girondins de Bordeaux | Bordeaux       | Stade Sainte-Germaine           | 7 000    | Patrice Lair        | 3.                  |
| Dijon FCO             | Dijon          | Stade des Poussots              | 498      | Christophe Forest   | 8.                  |
| Fleury 91             | Fleury-Mérogis | Stade Walter-Felder             | 1 000    | Fabrice Abriel      | 9.                  |
| EA Guingamp           | Saint-Brieuc   | Stade de l'Akademi EA Guingamp  | 1 960    | Frédéric Biancalani | 6.                  |
| GPSO 92 Issy          | Meudon         | Stade Le Gallo                  | 2 000    | Camillo Vaz         | 11.                 |
| Olympique Lyon        | Lyon           | Groupama OL                     | 1 524    | Sonia Bompasteur    | 2.                  |
| Montpellier HSC       | Montpellier    | Stade Bernard-Gasset            | 1 280    | Yannick Chandioux   | 5.                  |
| Paris FC              | Bondoufle      | Stade Robert-Bobin              | 18 845   | Sandrine Soubeyrand | 4.                  |
| Paris Saint-Germain   | Párizs         | Stade municipal Georges-Lefèvre | 2 164    | Didier Ollé-Nicolle | 1.                  |
| Stade de Reims        | Reims          | Stade Louis Blériot             | 500      | Amandine Miquel     | 7.                  |
| AS Saint-Étienne      | Saint-Étienne  | Stade Salif-Keïta               | 1 000    | Jérôme Bonnet       | D2-B                |
| ASJ Soyaux            | Soyaux         | Stade Léo-Lagrange              | 385      | Dragan Cvetković    | 10.                 |

### Vezetőedző váltások
| Csapat                | Távozó edző         | Ok             | Dátum            | Poz. | Érkező edző         | Dátum              |
| --------------------- | ------------------- | -------------- | ---------------- | ---- | ------------------- | ------------------ |
| Fleury 91             | David Fanzel        | kinevezés      | 2021. május 29.  | 9.   | Fabrice Abriel      | 2021. május 29.    |
| Paris Saint-Germain   | Olivier Echouafni   | szerződés vége | 2021. június 10. | 1.   | Didier Ollé-Nicolle | 2021. július 6.    |
| ASJ Soyaux            | Laurent Mortel      | szerződés vége | 2021. július 6.  | 2.   | Dragan Cvetković    | 2021. július 13.   |
| Girondins de Bordeaux | Pedro Martínez Losa | távozott       | 2021. július 21. | 3.   | Patrice Lair        | 2021. augusztus 5. |

## Tabella
| #   | Csapat                 | M  | GY | D | V  | G+ – G– | GK  | P  | Megjegyzések                 |
| --- | ---------------------- | -- | -- | - | -- | ------- | --- | -- | ---------------------------- |
| 1.  | Olympique Lyon         | 22 | 21 | 1 | 0  | 79–8    | +71 | 64 | Bajnokok Ligája (csoportkör) |
| 2.  | Paris Saint-Germain CV | 22 | 17 | 2 | 3  | 68–12   | +56 | 53 | Bajnokok Ligája (2. forduló) |
| 3.  | Paris FC               | 22 | 16 | 2 | 4  | 49–21   | +28 | 50 | Bajnokok Ligája (1. forduló) |
| 4.  | Fleury 91              | 22 | 14 | 1 | 7  | 36–26   | +10 | 43 |                              |
| 5.  | Montpellier            | 22 | 11 | 2 | 9  | 38–25   | +13 | 35 |                              |
| 6.  | Bordeaux               | 22 | 11 | 2 | 9  | 38–29   | +9  | 35 |                              |
| 7.  | Stade de Reims         | 22 | 10 | 3 | 9  | 29–38   | −9  | 33 |                              |
| 8.  | Guingamp               | 22 | 4  | 5 | 13 | 23–57   | −34 | 17 |                              |
| 9.  | ASJ Soyaux             | 22 | 5  | 1 | 16 | 18–55   | −37 | 16 |                              |
| 10. | Dijon                  | 22 | 3  | 6 | 13 | 13–45   | −32 | 15 |                              |
| 11. | GPSO 92 Issy           | 22 | 4  | 1 | 17 | 19–57   | −38 | 13 | Division 2                   |
| 12. | Saint-Étienne Ú        | 22 | 1  | 4 | 17 | 17–54   | −37 | 7  | Division 2                   |

Utolsó frissítés: 2022. június 1. 
Forrás: FFF 
A rangsorolás alapszabályai: 1. összpontszám, 2. egymás elleni eredmények összpontszáma, 3. gólkülönbség, 4. szerzett gólok száma.
(B): Bajnokcsapat, (K): Kieső csapat, (F): Feljutó csapat, (I): Kupainduló, (R): A rájátszás győztese, (KGY): Kupagyőztes

## Statisztikák

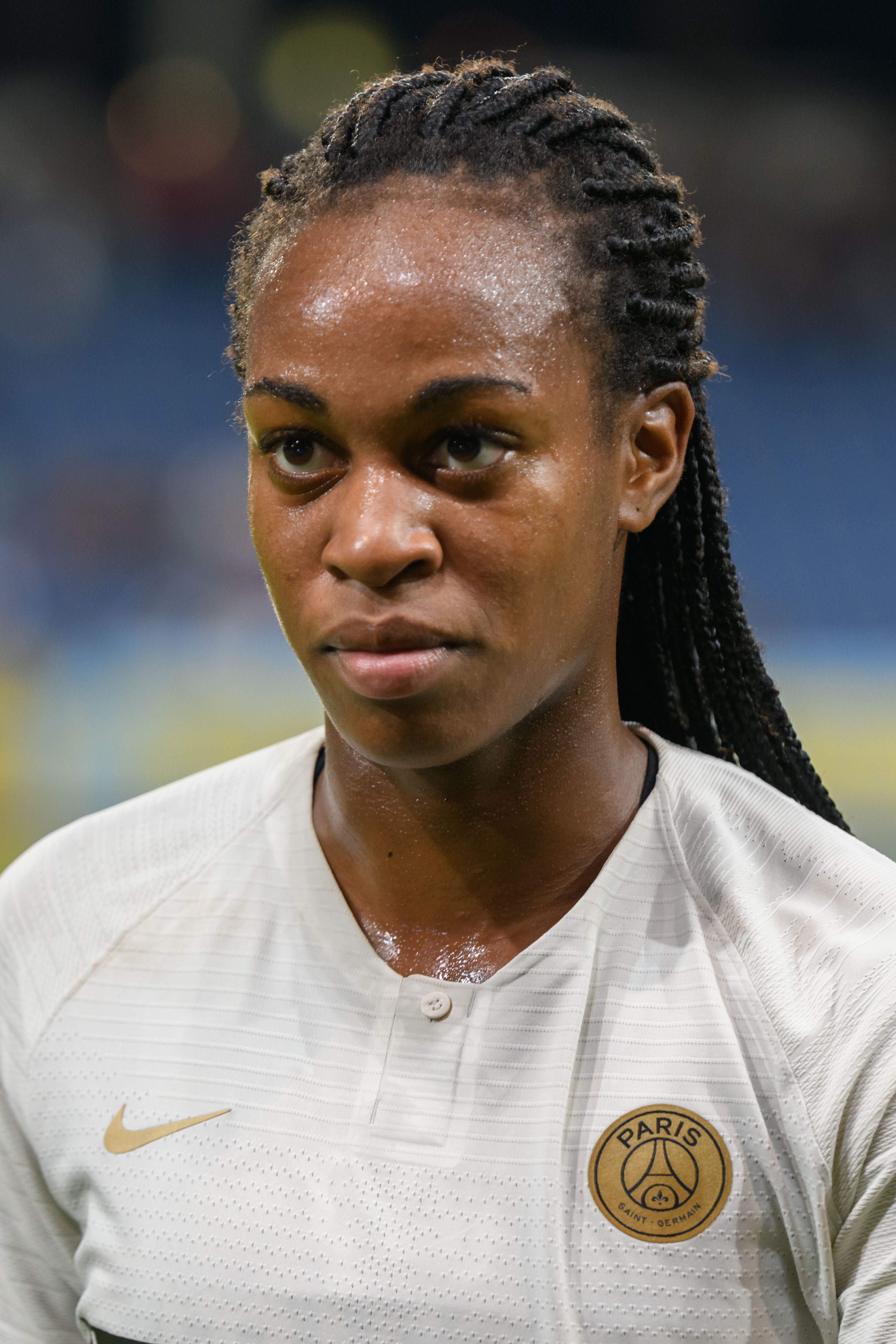
Marie-Antoinette Katoto 18 találatával szerezte meg a gólkirálynői címet

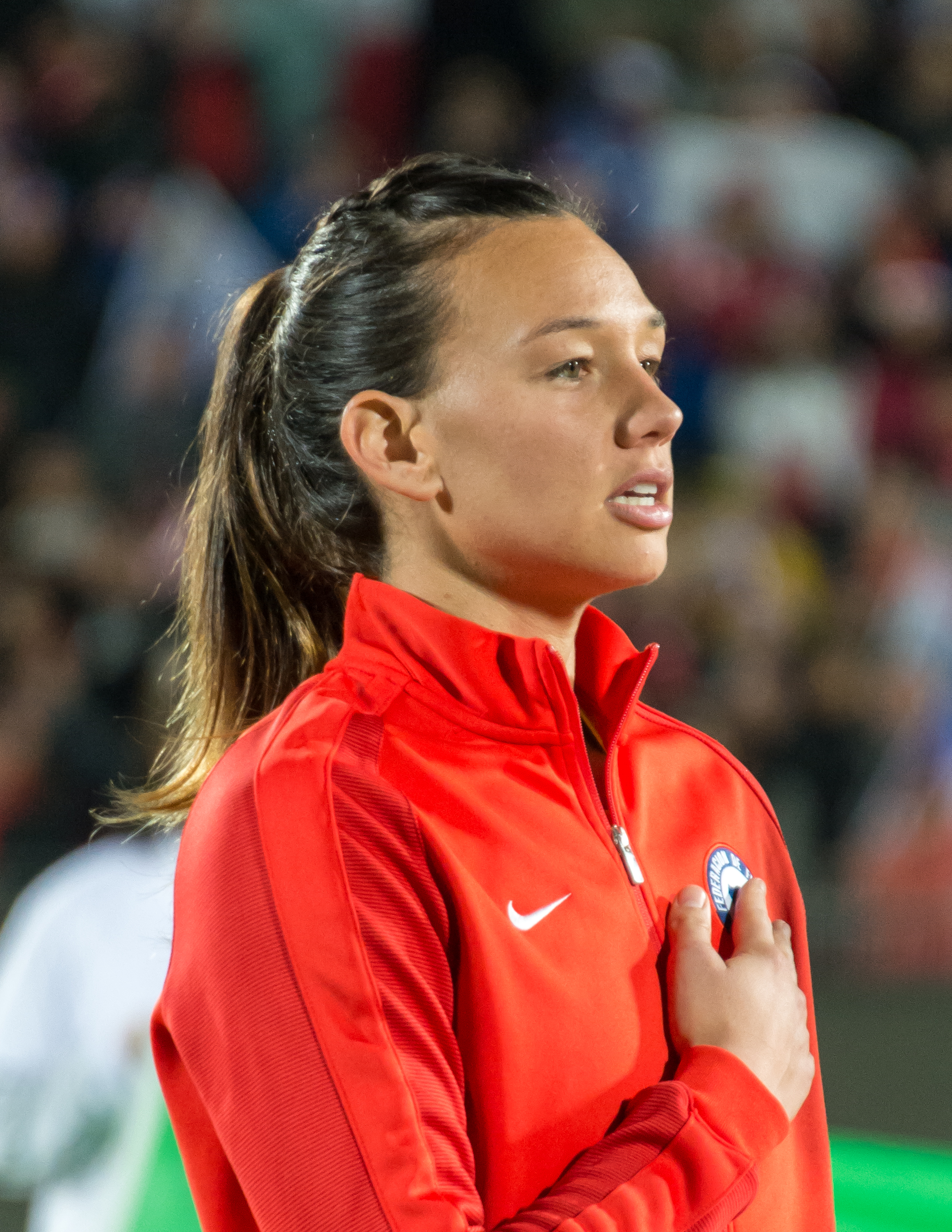
Christiane Endler 10 mérkőzésen nem kapott gólt

| Gól | Név                     | Csapat                           |
| --- | ----------------------- | -------------------------------- |
| 18  | Marie-Antoinette Katoto | Paris Saint-Germain              |
| 14  | Catarina Macário        | Olympique Lyon                   |
| 13  | Kadidiatou Diani        | Paris Saint-Germain              |
| 13  | Melvine Malard          | Olympique Lyon                   |
| 11  | Clara Matéo             | Paris FC                         |
| 10  | Ada Hegerberg           | Olympique Lyon                   |
| 10  | Nikola Karczewska       | Fleury 91                        |
| 10  | Lena Petermann          | Montpellier                      |
| 10  | Katja Snoeijs           | Bordeaux                         |
| 8   | Sara Däbritz            | Paris Saint-Germain              |
| 8   | Ouleymata Sarr          | Paris FC                         |
| 7   | Mathilde Bourdieu       | Paris FC                         |
| 7   | Melchie Dumornay        | Reims                            |
| 7   | Mélissa Gomes           | Bordeaux                         |
| 7   | Faustine Robert         | Montpellier                      |
| 6   | Signe Bruun             | Olympique Lyon                   |
| 6   | Kessya Bussy            | Reims                            |
| 6   | Rosemunde Kouassi       | Fleury 91                        |
| 6   | Griedge Mbock Bathy     | Olympique Lyon                   |
| 5   | Roselord Borgella       | GPSO 92 Issy                     |
| 5   | Sarah Cambot            | Guingamp                         |
| 5   | Mary Fowler             | Montpellier                      |
| 5   | Kelly Gago              | Saint-Étienne                    |
| 5   | Dominika Grabowska      | Fleury 91                        |
| 5   | Léa Khelifi             | Paris Saint-Germain              |
| 5   | Batcheba Louis          | GPSO 92 Issy                     |
| 5   | Nérilia Mondésir        | Montpellier                      |
| 5   | Desire Oparanozie       | Dijon                            |
| 4   | Sandy Baltimore         | Paris Saint-Germain              |
| 4   | Daphne Corboz           | Paris FC                         |
| 4   | Rachel Corboz           | Reims                            |
| 4   | Léa Declercq            | Dijon                            |
| 4   | Grace Geyoro            | Paris Saint-Germain              |
| 4   | Claire Lavogez          | Bordeaux                         |
| 4   | Léa Le Garrec           | Fleury 91                        |
| 4   | Kethna Louis            | Reims                            |
| 4   | Esther Okoronkwo        | Saint-Étienne                    |
| 4   | Sarah Puntigam          | Montpellier                      |
| 4   | Louna Ribadeira         | Paris FC                         |
| 3   | Eden Avital             | Soyaux                           |
| 3   | Selma Bacha             | Olympique Lyon                   |
| 3   | Ramona Bachmann         | Paris Saint-Germain              |
| 3   | Laura Bourgouin         | Soyaux                           |
| 3   | Delphine Cascarino      | Olympique Lyon                   |
| 3   | Sana Daoudi             | Guingamp                         |
| 3   | Daniëlle van de Donk    | Olympique Lyon                   |
| 3   | Paulina Dudek           | Paris Saint-Germain              |
| 3   | Damaris Egurrola        | Olympique Lyon                   |
| 3   | Maëlle Garbino          | Bordeaux                         |
| 3   | Ève Périsset            | Bordeaux                         |
| 3   | Coumba Sow              | Paris FC                         |
| 3   | Gaëtane Thiney          | Paris FC                         |
| 2   | Mickaëlla Cardia        | Bordeaux                         |
| 2   | Janice Cayman           | Olympique Lyon                   |
| 2   | Kenza Chapelle          | Fleury 91                        |
| 2   | Audrey Chaumette        | Saint-Étienne                    |
| 2   | Camille Collin          | Soyaux                           |
| 2   | Marine Dafeur           | Fleury 91                        |
| 2   | Jenna Dear              | Dijon                            |
| 2   | Julie Debever           | Fleury 91                        |
| 2   | Océane Deslandes        | Reims                            |
| 2   | Aminata Diallo          | Paris Saint-Germain              |
| 2   | Naomie Feller           | Reims                            |
| 2   | Louise Fleury           | Guingamp                         |
| 2   | Adélie Fourré           | GPSO 92 Issy                     |
| 2   | Vanessa Gilles          | Bordeaux                         |
| 2   | Théa Greboval           | Paris FC                         |
| 2   | Melissa Herrera         | Bordeaux                         |
| 2   | Jordyn Huitema          | Paris Saint-Germain              |
| 2   | Sally Julini            | Guingamp (1), Olympique Lyon (1) |
| 2   | Anissa Lahmari          | Soyaux                           |
| 2   | Emelyne Laurent         | Olympique Lyon                   |
| 2   | Margaux Le Mouël        | Guingamp                         |
| 2   | Eugénie Le Sommer       | Olympique Lyon                   |
| 2   | Marie-Charlotte Léger   | Soyaux                           |
| 2   | Julie Machart-Rabanne   | GPSO 92 Issy                     |
| 2   | Amel Majri              | Olympique Lyon                   |
| 2   | Julie Piga              | Fleury 91                        |
| 2   | Maïwen Renard           | Guingamp                         |
| 2   | Wendie Renard           | Olympique Lyon                   |
| 2   | Tetyana Romanenko       | Reims                            |
| 2   | Laurie Teinturier       | Guingamp                         |
| 2   | Ally Thornton           | GPSO 92 Issy                     |
| 2   | Aissata Traoré          | Guingamp                         |
| 1   | Fadimatou Aretouyap     | Soyaux                           |
| 1   | Solène Barbance         | Dijon                            |
| 1   | Shana Battouri          | Soyaux                           |
| 1   | Vicki Becho             | Reims                            |
| 1   | Inès Benyahia           | Olympique Lyon                   |
| 1   | Malia Berkely           | Bordeaux                         |
| 1   | Adja Binaté             | Paris FC                         |
| 1   | Cyrielle Blanc          | Montpellier                      |
| 1   | Kadeisha Buchanan       | Olympique Lyon                   |
| 1   | Anaïg Butel             | Paris FC                         |
| 1   | Cindy Caputo            | Saint-Étienne                    |
| 1   | Laura Condon            | Saint-Étienne                    |
| 1   | Oceane Daniel           | GPSO 92 Issy                     |
| 1   | María Díaz              | Fleury 91                        |
| 1   | Julie Dufour            | Bordeaux                         |
| 1   | Johanna Elsig           | Montpellier                      |
| 1   | Sisca Folkertsma        | Bordeaux                         |
| 1   | Kelly Gadéa             | Soyaux                           |
| 1   | Kheira Hamraoui         | Paris Saint-Germain              |
| 1   | Amandine Henry          | Olympique Lyon                   |
| 1   | Célina Hocine           | Paris FC                         |
| 1   | Amanda Ilestedt         | Paris Saint-Germain              |
| 1   | Inès Jauréna            | Bordeaux                         |
| 1   | Oriane Jean-François    | Paris FC                         |
| 1   | Laury Jésus             | Saint-Étienne                    |
| 1   | Emmy Jézéquel           | Guingamp                         |
| 1   | Lou-Ann Joly            | Reims                            |
| 1   | Maëlle Lakrar           | Montpellier                      |
| 1   | Andréa Lardez           | Bordeaux                         |
| 1   | Marie Levasseur         | Fleury 91                        |
| 1   | Héloïse Mansuy          | Guingamp                         |
| 1   | Esther Mbakem-Niaro     | Montpellier                      |
| 1   | Perle Morroni           | Olympique Lyon                   |
| 1   | Maelys Mpomé            | Montpellier                      |
| 1   | Morgane Nicoli          | Montpellier                      |
| 1   | Julie Peruzzetto        | GPSO 92 Issy                     |
| 1   | Alison Péniguel         | Guingamp                         |
| 1   | Dominika Škorvánková    | Montpellier                      |
| 1   | Julie Soyer             | Paris FC                         |
| 1   | Siga Tandia             | Soyaux                           |
| 1   | Manon Uffren            | Saint-Étienne                    |
| 1   | Juliette Vidal          | Saint-Étienne                    |
| 1   | Jeannette Yango         | Fleury 91                        |

| Öngól | Név                   | Csapat        |
| ----- | --------------------- | ------------- |
| 2     | Lisa Schmitz          | Montpellier   |
| 1     | Emily Alvarado        | Reims         |
| 1     | Charlotte Fernandes   | Fleury 91     |
| 1     | Léna Goetsch          | Dijon         |
| 1     | Marie-Charlotte Léger | Soyaux        |
| 1     | Corina Luijks         | Soyaux        |
| 1     | Easther Mayi Kith     | Guingamp      |
| 1     | Léonie Multari        | Saint-Étienne |
| 1     | Maïwen Renard         | Guingamp      |
| 1     | Kelly Rowswell        | GPSO 92 Issy  |
| 1     | Katriina Talaslahti   | Fleury 91     |
| 1     | Marion Torrent        | Montpellier   |
| 1     | Jeannette Yango       | Fleury 91     |

| Öngól | Név                    | Csapat              |
| ----- | ---------------------- | ------------------- |
| 10    | Christiane Endler      | Olympique Lyon      |
| 8     | Chiamaka Nnadozie      | Paris FC            |
| 7     | Barbora Votíková       | Paris Saint-Germain |
| 7     | Katriina Talaslahti    | Fleury 91           |
| 5     | Gabrielle Lambert      | Montpellier         |
| 4     | Emily Alvarado         | Reims               |
| 4     | Myléne Chavas          | Bordeaux            |
| 4     | Émmeline Mainguy       | Fleury 91           |
| 4     | Romane Munich          | Soyaux              |
| 4     | Lisa Schmitz           | Montpellier         |
| 3     | Sarah Bouhaddi         | Olympique Lyon      |
| 3     | Solène Durand          | Dijon               |
| 3     | Stephanie Labbé        | Paris Saint-Germain |
| 3     | Laëtitia Philippe      | Bordeaux            |
| 2     | Emma Holmgren          | Olympique Lyon      |
| 2     | Anna Moorhouse         | Bordeaux            |
| 2     | Cosette Morché         | GPSO 92 Issy        |
| 2     | Cindy Perrault         | Guingamp            |
| 2     | Charlotte Voll         | Paris Saint-Germain |
| 1     | Maryne Gignoux-Soulier | Saint-Étienne       |
| 1     | Alice Pinguet          | Paris Saint-Germain |